# 시오야촌 (효고현)
시오야촌(塩屋村)은 효고현 아코군에 설치되었던 촌이다. 현재의 아코시에 해당한다.

## 역사
- 1889년 4월 1일 - 정촌제 시행에 의해 6개 촌의 구역을 가지고 성립하였다.
- 1937년 4월 1일 - 아코정에 편입해 동일 아사기촌은 폐지되었다.

## 교통

### 철도
현재는 구촌 구역에 아코선 덴와역이 소재하지만, 당시엔 미개통

### 도로
현재는 구촌 구역에 산요자동차도 아코 나들목이 통과하지만 당시엔 미개통

## 참고문헌
- 가도카와 일본지명 대사전 28권 효고현